# Döblinger Pfarrkirche
Koordinaten: 48° 14′ 33″ N, 16° 21′ 1″ O
Die Döblinger Pfarrkirche St. Paul ist eine römisch-katholische Pfarrkirche im Bezirksteil Oberdöbling im 19. Wiener Gemeindebezirk Döbling, am Kardinal-Innitzer-Platz 1. Das in den 1820er Jahren anstelle eines Vorgängerbaus aus dem 13. Jahrhundert errichtete Kirchengebäude steht zusammen mit den Bildstöcken unter Denkmalschutz. Die Kirche gehört zur Erzdiözese Wien.

## Lage
Die Oberdöblinger Pfarrkirche befindet sich mit einer Seehöhe von ca. 195 m etwas niedriger als die Unterdöblinger Pfarrkirche (ca. 201 m). Sie steht mit der Hauptfront auf einem erhöhten Platz seitlich der Pfarrhofzeile. Sie ist nicht geostet, sondern ihre Hauptachse erstreckt sich in Nord-Süd-Richtung, parallel zur Vormosergasse.

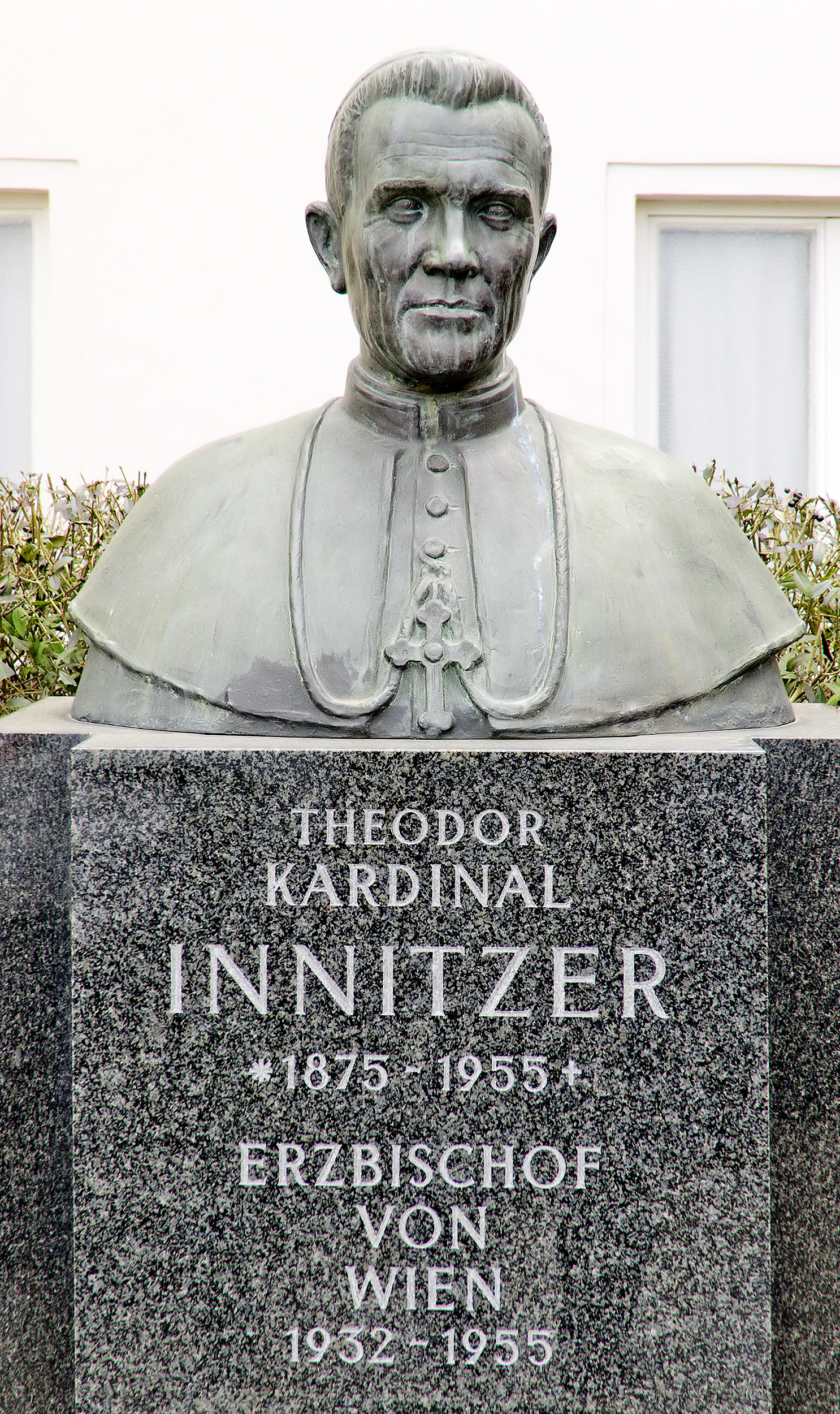
Büste von Kardinal Innitzer auf dem gleichnamigen Platz an der Döblinger Pfarrkirche

Links und rechts des Hauptportals begrüßen die Skulpturen des Hl. Erasmus (frühes 18. Jahrhundert) und des Hl. Johannes Nepomuk (um 1800) die Kirchenbesucher (im Ort gab es bis zum 18. Jhd. eine Nepomuk-Kapelle, aus der die Figur stammen könnte).

## Geschichte
Eine erste Kirche in Döbling ist in einer Urkunde erwähnt, die Ecclesia in Tobelico (Kirche in Döbling). Ihr Standort ist jedoch nicht bekannt; es ist auch nicht eindeutig klar, dass genau die heutige Pfarrkirche damit gemeint war. Ein erster Pfarrer ist aus dem Jahr 1443 überliefert. Im 15. Jahrhundert plünderten und zerstörten in das Land einfallende Ungarn unter Matthias Corvinus das Kirchengebäude, das jedoch rasch wieder aufgebaut wurde. Ein durchgehender Bestand der Kirche kann aufgrund der überlieferten Namen der Döblinger Pfarrer als gesichert gelten.
1640 wurde die bereits bestehende Pfarre Döbling aufgelöst und die Gemeinde gelangte an die Pfarre der Währinger Pfarrkirche. Nach einer neuerlichen Zerstörung der Kirche im Jahr 1683 während der Zweiten Wiener Türkenbelagerung erfolgten anschließend nur bauliche Sicherungsarbeiten. Die Gottesdienste mussten zeitweise in der Johann-von-Nepomuk-Kapelle abgehalten werden. Erst die Pfarrreform von Joseph II. und die Erhebung Döblings zu einer selbstständigen Pfarre führten zur Generalinstandsetzung des Gebäudes, 1783. Ein zugehöriges Pfarrhaus konnte 1784 errichtet werden.
Die Kirche erwies sich aber bald für die stark gewachsene Einwohnerschar als zu klein und deshalb beschloss der Gemeindekirchenrat den totalen Neubau eines Gotteshauses. Und schon bald, am 9. Mai 1826 musste das Sakralgebäude gesperrt werden, da es zu baufällig war, der Abriss folgte. Architekt Josef Reininger fertigte im Auftrag der Kirchengemeinde die Baupläne, nach denen 1826 bis 1828 die heutige Pfarrkirche entstand. Sie wurde am 4. Oktober 1829 durch den Wiener Fürsterzbischof Graf Firmian dem heiligen Paulus geweiht.

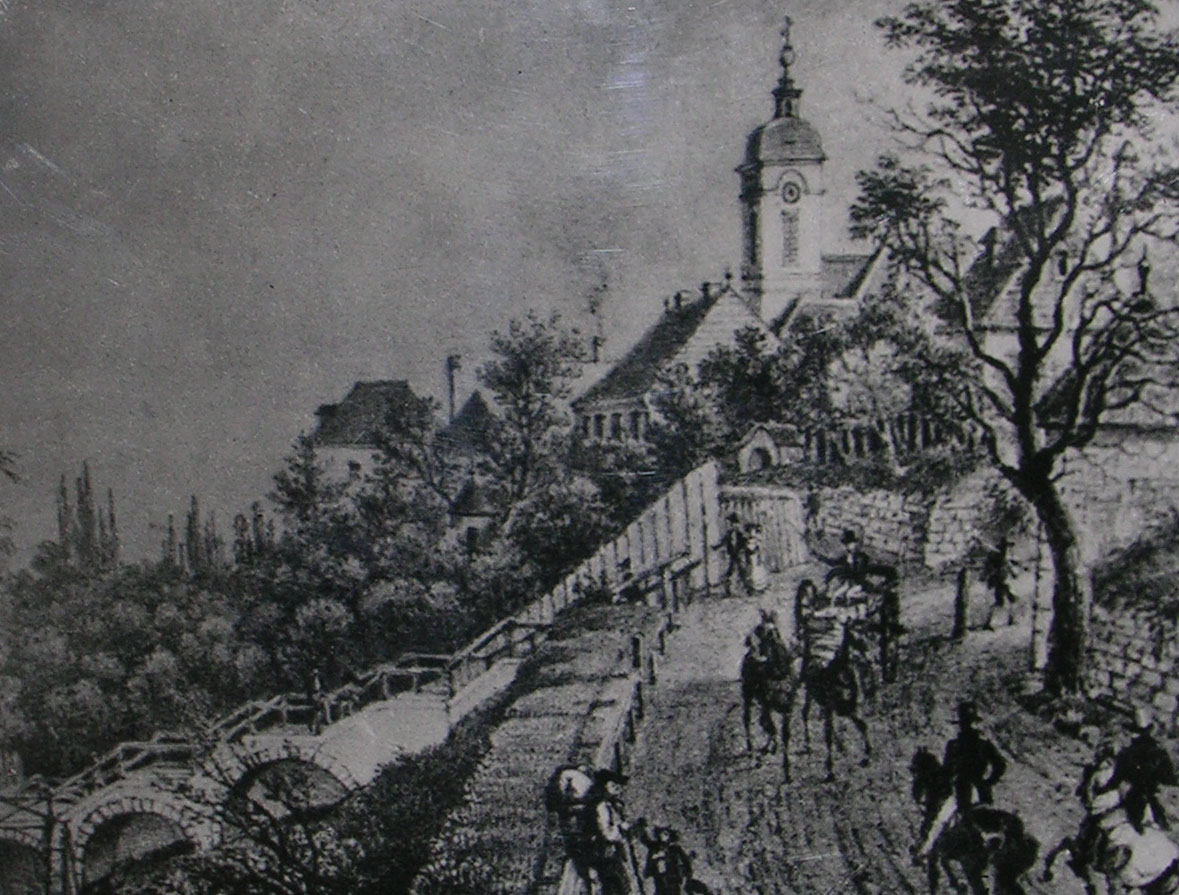
Oberdöblinger Pfarrkirche kurz nach ihrer Fertigstellung, 1830

Einige historische Ausstattungsstücke gelangten in das neu gestaltete Kirchengebäude. Der gleichzeitig in der Nähe des Gotteshauses bis dahin betriebene Kirchhof wurde als Begräbnisstätte aufgelassen.
Schäden, die das Gotteshaus noch am Ende des Zweiten Weltkriegs davontrug, wurden im Zeitraum 1945 bis 1953 ausgebessert oder beseitigt.
Anfang der 1970er Jahre ließ die Gemeinde ein komplettes Pfarrzentrum bauen, das einen großen Saal erhielt (Paulussaal) und mit einem Fassadenrelief, einer Schutzmantelmadonna von Karl Engel geschmückt ist.
Im Jahr 1967 wurde zunächst ein hölzerner Altar nach den Empfehlungen des II. Vatikanischen Konzils als Volksaltar aufgestellt. Pfarrer Klinger ließ 1970 anlässlich einer wegen aufgetretener Bauschäden durchgeführten Kirchenrenovierung diesen Tisch gegen einen quadratischen steinernen Altar ersetzen. Und Teile der historischen Ausstattung aus den 1820er Jahren wurden entfernt, darunter ein aus Majolika gefertigter Altar und Deckenfresken mit biblischen Szenen.
Die bisher letzte Renovierung des Innenraumes erfolgte im Jahr 1988, bei der der Altarbereich bis weit in den Hauptraum vorgezogen wurde und wiederum ein neuer Altar hier Platz fand.

## Architektur

### Außen
Das Gotteshaus in den Maßen 19,5 Meter breit und etwa 25 Meter lang (ohne Turm), ist eine Saalkirche im damals aktuellen Klassizismus-Stil. Die Turmvierung ist Bestandteil des hohen Eingangsbereiches, der mit je zwei Halbsäulen neben dem Portal und mit dem über die ganze Baubreite reichenden Dreiecksgiebel darüber das tempelartige Aussehen des Gotteshauses unterstreichen. Das Hauptportal ist nur über eine Freitreppe mit fünf Stufen erreichbar, darüber ist ein halbrundes (unbuntes) Fenster eingebaut. Auf der Westseite gibt es einen Seiteneingang.
Der eigentliche Kirchturm ist dem Vorbau aufgesetzt, hat eine quadratische Grundfläche und erhebt sich etwa 20 Meter in die Höhe. Das Dach des Turmes ist vierseitig-pyramidenförmig gebaucht und mit Kupferplatten bedeckt. Es wird von einer achteckigen Laterne bekrönt. An der Spitze erhebt sich ein metallenes Kreuz über einer Turmkugel.
Der rechteckige Grundriss des Turmunterbaus zeigt die Abmessungen 14 Meter in der Breite × 11 Meter in der Länge.
Im Turm sind die Glockenstube mit einem vierstimmigen Geläut hinter Klangarkaden und das Werk einer Turmuhr platziert; die Uhr trägt runde Zifferblätter in alle vier Himmelsrichtungen.
Das gesamte Kirchengebäude ist mit hellbeigem Putz versehen und mit einigen Kratzputzstreifen betont. Diese Fassaden-Erneuerung erfolgte in den Jahren 2004/2005.

### Innen

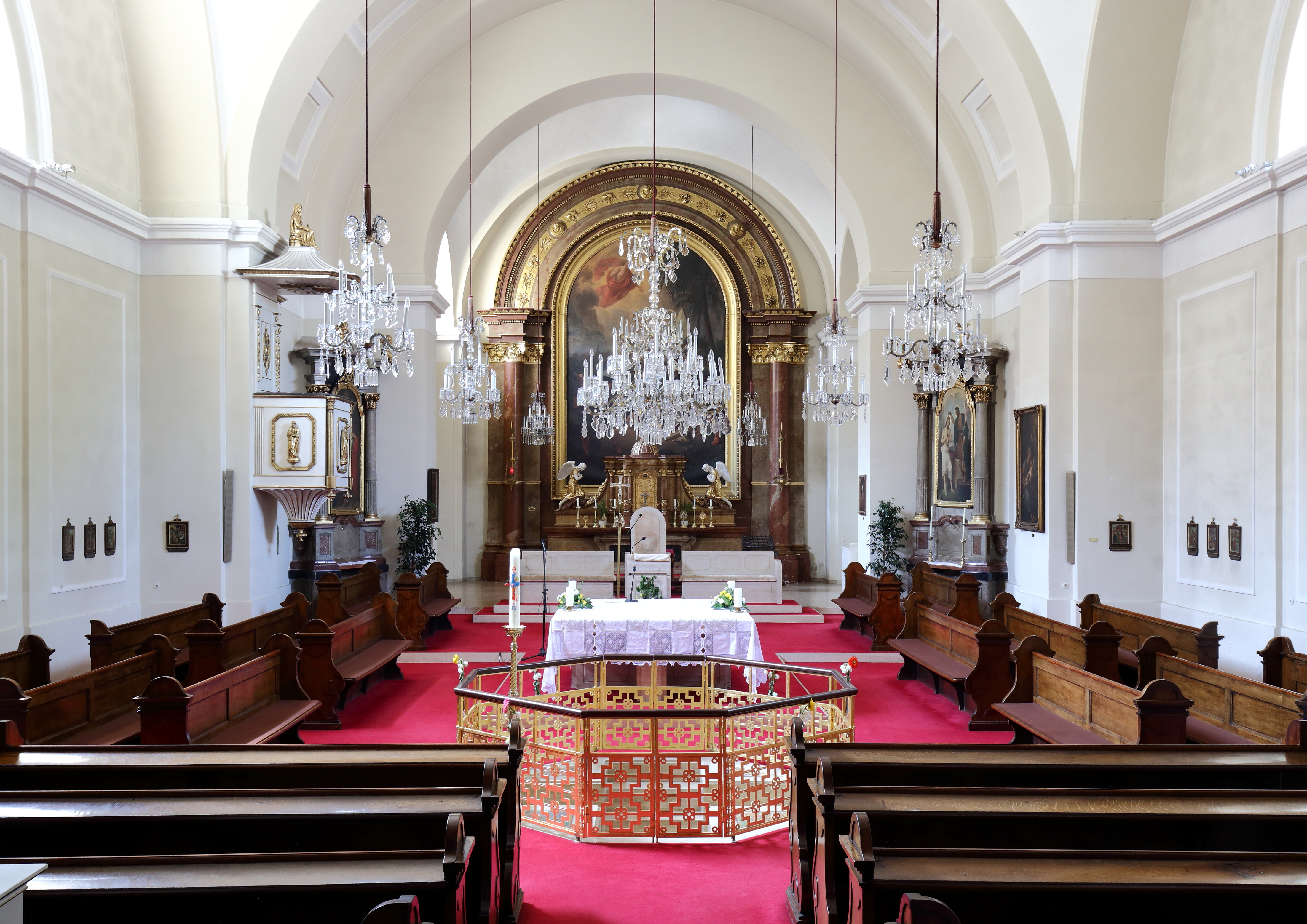
Innenraum, Bodenabdeckung aufgeklappt

Das Kirchenschiff ist um einen barocken Zentralraum gestaltet und weist eine achteckige Bodenöffnung auf. Ein niedriger vergoldeter Metallschmuckzaun begrenzt die Öffnung.
Die heutige überwiegend weiße Flächenausmalung stammt aus der Zeit der Kirchenrenovierung 1970 und bezieht sich auf das Aussehen des Inneren im frühen 19. Jahrhundert.

## Ausstattung

### Altarraum
Der Raum wird von dem 1829 vom Wiener Kirchenmaler Joseph Schönmann angefertigten großen halbrunden Altarbild dominiert. Es zeigt die Bekehrung des heiligen Paulus auf dem Wege nach Damaskus. Kirchenhistorische Forschungen führten zu der Erkenntnis, dass das großformatige Bild das Ergebnis eines Gestaltungswettbewerbs zum Thema Paulus als Kirchenpatron war.
Davor steht seit 1895 der Hochaltar. Pfarrer Hulesch hatte zusätzlich von einem einheimischen Baumeister den Chorbogen mit Säulen und Pilastern mit korinthischen Kapitellen sowie einem Halbkreisrahmen ausstatten lassen, in dem drei vergoldete Engelsköpfe, Ähren und Weintrauben dargestellt sind.
Das Altarensemble füllt die Gedenknische fast vollständig aus, hohe Halbrundfenster auf der West- und der Ostseite lassen Tageslicht hinein.
Ein weißer rechteckiger Altartisch vervollständigt die Ausstattung dieses Bereichs.

### Seitenaltäre und weiterer Schmuck
Es gibt zwei Seitenaltäre, die beide von August Eisenmenger angefertigt worden waren. Sie sind mit Ölgemälden von Josef Kessler geschmückt und stellen die Kreuzigung und die Taufe Christi sowie St. Johannes Nepomuk vor König Wenzel dar (Großbild). Darüber hinaus sind ein von Martin Johann Schmidt im Jahr 1784 auf Kupferfolie gemaltes Bild (am Kircheneingang) sowie im Kirchenschiff ein Gemälde mit der Thematik Heiliger Josef mit dem Kinde, angefertigt von Peter Strudel, erwähnenswert.
Als besonders wertvoll stufen Kirchenhistoriker eine geschnitzte polychrome Madonna ein, die um 1720 entstand, deren Schöpfer aber nicht bekannt ist. Die Skulptur trägt den Titel Mutter der Kirche und ist ein hochverehrtes Andachtsbild.

### Kirchenhauptschiff
Es gibt keine Seitenschiffe. Alle Einbauten sind in etwa gleich hoch und mit Rundbögen abgeschlossen (Seiteneingänge, Fenster). Der Altarbereich ist weit in den Kirchenhauptraum vorgezogen und leicht um eine Stufe erhöht.

### Kanzel, Fenster, Gestühl und Sonstiges
Seitlich vor dem südlichen Chorbogen ist die viereckige Kanzel aus dem frühen 19. Jahrhundert auf einer Rundsäule aufgeständert. Der Kanzelkorb wird mit einem figürlich geschmückten Schalldeckel abgeschlossen.
Symmetrisch hängen von dem geweißten Deckengewölbe vier kleinere Kristall-Kronleuchter (Lüster) um einen zentral angebrachten größeren Lüster.
Statt es üblichen Taufbeckens gibt es in der Mitte des Kirchenraumes eine Piscine zum Hineinsteigen und Hindurchgehen. Bei Nichtbenutzung ist der Zugang mit einer verzierten achteckigen Kunststoff-Bodenabdeckung geschützt. Bildhauer Georg Bachmayr-Heyda entwarf diese besondere Taufeinrichtung nach altchristlichem Vorbild. Im aufgeklappten Zustand sind in den vier dreieckigen Flächen zwischen den vier hölzernen Treppen Symbole der vier Evangelisten als Mosaiken zu sehen.
Das Gestühl ist in drei Gruppen um die um eine Stufe erhöhte eckige Altarinsel angeordnet, es besteht aus dunkel gebeiztem Holz mit geschnitzten Wangen. Sie bieten Sitzgelegenheiten für (geschätzt) 300 Besucher.

## Orgel
Die Orgel der Döblinger Pfarrkirche mit 21 Registern wurde im Jahr 1978 von Gerhard Hradetzky gebaut und verfügt über zwei Manuale und Pedal. Sie ist auf der Orgelempore installiert.

## Glocken
Das Geläut besteht aus fünf Bronzeglocken, die bis auf die kleinste im Jahr 1958 neu gegossen wurden. Die vorherigen Glocken mussten jeweils zu zweit in den beiden Weltkriegen zur Umarbeitung in Kriegsgerät abgeliefert werden.
| Glocke | Ton   | Gewicht in kg | Gießer                   | Gussjahr | Inschriften, Bemerkungen                                                                                               |
| ------ | ----- | ------------- | ------------------------ | -------- | --- |
| I      | e´    | 1111          | Glockengießerei Pfundner | 1958     | Die obere Schulter trägt eine umlaufende dezente Musterung. Am Glockenkörper ist ein Gießerzeichen-Relief zu erkennen. |
| II     | gis´  | 0545          | Glockengießerei Pfundner | 1958     | |
| III    | h´    | 0312          | Glockengießerei Pfundner | 1958     | |
| IV     | cis´´ | 0194          | Glockengießerei Pfundner | 1958     | |
| V      | e´´   | 0133          | Glockengießerei Samassa  | 1920     | |

## Gemeindearbeit, Seelsorge
Regelmäßig wird das Gemeindeblatt Paulus herausgegeben.
Pfarrer (Auswahl)
- 1466: Severin Lintzer aus Sievering[3]
- 1488: Paul „zu den siben aichen“[3]
- 1499: Jörg Vormoser[3]
- 1504: Pfarrer Tenest; Pf. Hulesch ließ dessen Grabstein 1872 im Inneren der Kirche als historische Reminiszenz an die erste St. Paulskirche einmauern[4]
- 1783: Sebastian Fux[4]
- 1817–1834: Michael Teschmayr[4]
- 1834–1861: Peter Obkircher[4]
- 1861–1898: Wilhelm Hulesch[4]
- 1899–1919: Ignaz Flandorfer[4]
- 1920–1934: Johann Scheck[4]
- 1934–1956: Rudolf Waurisch[4]
- 1956–1970: Josef Hoffmeier[4]
- 1970–1980er: Johannes Klinger (1940–2020)[4][10]
- 2022: Andrea Graziani (Pfarrprovisor); Alonso Ramirez und Severin Hörmann (Kaplane); Francisco Frias (Diakon)